# Jacksonville (Illinois)
Jacksonville – miasto w Stanach Zjednoczonych, w stanie Illinois, siedziba administracyjna hrabstwa Morgan.